# Fenerbahçe in het seizoen 2007/08
Hier volgt een overzicht van voetbalwedstrijden van Fenerbahçe SK gedurende het seizoen 2007-2008.

## Seizoensverloop
In de zomer van 2007 vertrokken aanvoerder Ümit Özat, reserve-aanvoerder Tuncay Şanlı en recordinternational Rüştü Reçber allen naar andere ploegen. Dit grote verlies werd gecompenseerd door het aantrekken van sterspeler Roberto Carlos, Wederson en vijf andere jonge Turkse voetballers.
Door de Turkse voetbalbond werd bekendgemaakt dat Turkse voetbalclubs 6+1 buitenlanders in de selectie mogen hebben. Dit betekent dat er maximaal zes buitenlandse spelers in het basiselftal mogen starten, en dat buiten die zes spelers er één buitenlandse speler op de bank mag zitten. Tijdens elk moment van een wedstrijd voetballen er dus per club maximaal zes buitenlandse spelers. Op het moment dat de nieuwe regel bekend werd gemaakt, had Fenerbahçe acht buitenlandse spelers. Dit betekende dat de club minstens één buitenlandse speler moest verkopen of verhuren. De keuze viel uiteindelijk zoals verwacht op de jonge Braziliaan Edmar Gees de Souza. Hij werd voor een half seizoen verhuurd aan Ankaraspor en nog eens zes maanden aan Coritiba FC.
Op 30 juli 2007 werden de nieuwe voetbalshirts van Fenerbahçe tentoongesteld. Naast het traditionele geel-blauwe shirt, herintroduceerde de club geel-witte shirts. De eerste clubkleuren van Fenerbahçe waren wit en geel. De club wilde in hun 101e jaar als het ware weer opnieuw beginnen, en koos voor dezelfde kleuren als in het eerste jaar. Het derde shirt van Fenerbaçe is (op de Adidas-strepen na) geheel turkoois. Deze kleur werd gekozen omdat de kleur en het mineraal vernoemd zijn naar Turkije.
Halverwege het seizoen concludeerde de clubleiding dat Zico en zijn spelers uitstekend bezig waren. Niet alleen deed de club nog mee met het Turkse landskampioenschap en de Turkse Beker, maar er werd tevens een primeur en Turks record behaald in de UEFA Champions League. In de voorrondes rekende Fenerbahçe af met RSC Anderlecht en in de groepsfase wist de club PSV en CSKA Moskou achter zich te houden. Daarnaast won Fenerbahçe in eigen huis van de Italiaanse voetbalgigant Internazionale. Hiermee werd een primeur bereikt: Fenerbahçe overleefde voor het eerst in de historie de groepsfase van de Champions League. Ook werd een Turks record verbroken: vergeleken met andere Turkse ploegen behaalde Fenerbahçe het meeste aantal punten in de groepsfase tijdens één editie van de Champions League.
Op 29 januari 2008 besloot de Turkse voetbalbond het aantal buitenlandse spelers per club op te schroeven naar 6+2 . Dit betekent, zes buitenlandse spelers in de basis en twee op de reservebank. Door de langdurige blessure van Stephen Appiah werd besloten een buitenlandse verdedigende middenvelder te halen. De keuze viel op de Chileen Claudio Maldonado. Verder werd besloten Tümer Metin te verhuren aan AE Larissa 1964.
Uiteindelijk strandde Fenerbahçe in de kwartfinale van de UEFA Champions League. Chelsea FC werd thuis, door een doelpunt van Colin Kâzım-Richards en een schot van afstand in de kruising van Deivid de Souza, nog met 2-1 verslagen. In Londen kwam Fenerbahçe al snel op achterstand en wist hier niet meer bovenop te komen. De Turkse club werd met 2-0 verslagen. Hiermee is Fenerbahçe, na Galatasaray SK, de tweede club die de kwartfinale van de Champions League wist te halen.
In de competitie werd Fenerbahçe tweede achter aartsrivaal Galatasaray SK. Galatasaray SK wist Fenerbahçe ook in de kwartfinale van de Turkse Beker te verslaan. Daarmee wist Fenerbahçe in het seizoen 2007-2008 één prijs te winnen: de Turkse Super Cup in het begin van het seizoen.

## Turkse Super Cup
| Datum           | Thuis      | Uitslag | Uit         | Doelpuntenmakers (Fenerbahçe) | Bijzonderheden                     |
| --------------- | ---------- | ------- | ----------- | ----------------------------- | ---------------------------------- |
| 5 augustus 2007 | Fenerbahçe | 2-1     | Beşiktaş JK | Deivid, Kežman                | Wedstrijd werd gespeeld in Keulen. |

## Türkcell Süper Lig

### Wedstrijden Fenerbahçe
| Datum             | Thuis                | Uitslag | Uit                  | Doelpuntenmakers (Fenerbahçe)           | Bijzonderheden    |
| ----------------- | -------------------- | ------- | -------------------- | --------------------------------------- | ----------------- |
| 10 augustus 2007  | Istanbul BB          | 2-0     | Fenerbahçe           | -                                       | 16e in competitie |
| 18 augustus 2007  | Fenerbahçe           | 2-1     | Gaziantepspor        | Kemal, Semih                            | 8e in competitie  |
| 25 augustus 2007  | Fenerbahçe           | 1-0     | Sivasspor            | Roberto Carlos                          | 7e in competitie  |
| 2 september 2007  | Gençlerbirliği OFTAŞ | 1-1     | Fenerbahçe           | Alex                                    | 6e in competitie  |
| 15 september 2007 | Fenerbahçe           | 1-1     | Çaykur Rizespor      | Kežman                                  | 8e in competitie  |
| 23 september 2007 | Bursaspor            | 1-1     | Fenerbahçe           | Semih                                   | 7e in competitie  |
| 28 september 2007 | Fenerbahçe           | 2-0     | Ankaragücü           | Aurelio, Ali Bilgin                     | 5e in competitie  |
| 6 oktober 2007    | Manisaspor           | 1-1     | Fenerbahçe           | Aurelio                                 | 5e in competitie  |
| 20 oktober 2007   | Fenerbahçe           | 4-1     | Konyaspor            | Semih, Alex, Wederson, Edu              | 4e in competitie  |
| 27 oktober 2007   | Kasımpaşa SK         | 1-2     | Fenerbahçe           | Tümer, Deivid                           | 4e in competitie  |
| 3 november 2007   | Fenerbahçe           | 2-1     | Beşiktaş JK          | Deivid, Semih                           | 3e in competitie  |
| 11 november 2007  | Kayserispor          | 2-1     | Fenerbahçe           | Semih                                   | 3e in competitie  |
| 24 november 2007  | Fenerbahçe           | 4-2     | Ankaraspor           | Alex, Semih, Alex, Alex                 | 3e in competitie  |
| 1 december 2007   | Denizlispor          | 0-1     | Fenerbahçe           | Ali Bilgin                              | 3e in competitie  |
| 8 december 2007   | Fenerbahçe           | 2-0     | Galatasaray SK       | Semih, Deivid                           | 3e in competitie  |
| 16 december 2007  | Gençlerbirliği       | 1-2     | Fenerbahçe           | Semih, Semih                            | 3e in competitie  |
| 22 december 2007  | Fenerbahçe           | 3-2     | Trabzonspor          | Deivid, Semih, Alex                     | 2e in competitie  |
| 13 januari 2008   | Fenerbahçe           | 2-2     | Istanbul BB          | Edu, Deivid                             | 3e in competitie  |
| 20 januari 2008   | Gaziantepspor        | 0-5     | Fenerbahçe           | Kemal, Alex, Metin (ed), Deivid, Deivid | 3e in competitie  |
| 27 januari 2008   | Sivasspor            | 1-4     | Fenerbahçe           | Alex, Semih, Kežman, Kežman             | 2e in competitie  |
| 10 februari 2008  | Fenerbahçe           | 3-1     | Gençlerbirliği OFTAŞ | Alex (p), Kežman, Roberto Carlos        | 2e in competitie  |
| 15 februari 2008  | Çaykur Rizespor      | 2-4     | Fenerbahçe           | Deivid, Kežman, Kežman, Selçuk          | 2e in competitie  |
| 23 februari 2008  | Fenerbahçe           | 0-2     | Bursaspor            | -                                       | 2e in competitie  |
| 1 maart 2008      | Ankaragücü           | 0-0     | Fenerbahçe           | -                                       | 3e in competitie  |
| 9 maart 2008      | Fenerbahçe           | 4-1     | Manisaspor           | Aurelio, Kežman, Selçuk, Kežman         | 3e in competitie  |
| 16 maart 2008     | Konyaspor            | 1-4     | Fenerbahçe           | Semih, Semih, Kežman, Kežman            | 3e in competitie  |
| 21 maart 2008     | Fenerbahçe           | 3-0     | Kasımpaşa SK         | Alex, Semih, Deivid                     | 1e in competitie  |
| 29 maart 2008     | Beşiktaş JK          | 1-2     | Fenerbahçe           | Alex, Alex                              | 1e in competitie  |
| 5 april 2008      | Fenerbahçe           | 2-1     | Kayserispor          | Alex (p), Semih                         | 1e in competitie  |
| 13 april 2008     | Ankaraspor           | 2-2     | Fenerbahçe           | Alex, Wederson                          | 1e in competitie  |
| 19 april 2008     | Fenerbahçe           | 4-1     | Denizlispor          | Kežman, Deivid, Murat (ed), Semih       | 1e in competitie  |
| 27 april 2008     | Galatasaray SK       | 1-0     | Fenerbahçe           | -                                       | 2e in competitie  |
| 4 mei 2008        | Fenerbahçe           | 3-2     | Gençlerbirliği       | Edu, Semih, Deivid                      | 2e in competitie  |
| 10 mei 2008       | Trabzonspor          | 2-0     | Fenerbahçe           | -                                       | 2e in competitie  |

### Eindstand Süper Lig
| Pos | Club                             | Ges | W  | G  | V  | DV | DT | Saldo | Ptn |
| --- | -------------------------------- | --- | -- | -- | -- | -- | -- | ----- | --- |
| 1   | Galatasaray SK                   | 34  | 24 | 7  | 3  | 64 | 23 | 41    | 79  |
| 2   | Fenerbahçe SK                    | 34  | 22 | 7  | 5  | 72 | 37 | 35    | 73  |
| 3   | Beşiktaş JK                      | 34  | 23 | 4  | 7  | 58 | 32 | 26    | 73  |
| 4   | Sivasspor                        | 34  | 23 | 4  | 7  | 57 | 29 | 28    | 73  |
| 5   | Kayserispor                      | 34  | 15 | 10 | 9  | 50 | 31 | 19    | 55  |
| 6   | Trabzonspor                      | 34  | 14 | 7  | 13 | 44 | 39 | 5     | 49  |
| 7   | Denizlispor                      | 34  | 13 | 6  | 15 | 48 | 48 | 0     | 45  |
| 8   | Gaziantepspor                    | 34  | 11 | 10 | 13 | 36 | 45 | −9    | 43  |
| 9   | Ankaragücü                       | 34  | 11 | 10 | 13 | 36 | 44 | −8    | 43  |
| 10  | Ankaraspor                       | 34  | 10 | 11 | 13 | 35 | 38 | −3    | 41  |
| 11  | Gençlerbirliği OFTAŞ             | 34  | 10 | 10 | 14 | 30 | 36 | −6    | 40  |
| 12  | Istanbul Büyükşehir Belediyespor | 34  | 10 | 8  | 16 | 44 | 47 | −3    | 38  |
| 13  | Bursaspor                        | 34  | 9  | 11 | 14 | 31 | 40 | −9    | 38  |
| 14  | Konyaspor                        | 34  | 10 | 6  | 18 | 37 | 64 | −27   | 36  |
| 15  | Gençlerbirliği                   | 34  | 9  | 8  | 17 | 44 | 51 | −7    | 35  |
| 16  | Vestel Manisaspor                | 34  | 7  | 8  | 19 | 42 | 62 | −20   | 29  |
| 17  | Çaykur Rizespor                  | 34  | 7  | 8  | 19 | 32 | 64 | −32   | 29  |
| 18  | Kasımpaşaspor                    | 34  | 8  | 5  | 21 | 26 | 56 | −30   | 29  |

## Champions League

### Wedstrijden van Fenerbahçe
| Datum             | Thuis          | Uitslag | Uit            | Doelpuntenmakers (Fenerbahçe) | Bijzonderheden        |
| ----------------- | -------------- | ------- | -------------- | ----------------------------- | --------------------- |
| 15 augustus 2007  | Fenerbahçe     | 1-0     | RSC Anderlecht | Alex                          | 3e voorronde          |
| 29 augustus 2007  | RSC Anderlecht | 0-2     | Fenerbahçe     | Kežman, Alex                  | 3e voorronde          |
| 19 september 2007 | Fenerbahçe     | 1-0     | Internazionale | Deivid                        | groepsfase (2e)       |
| 2 oktober 2007    | CSKA Moskou    | 2-2     | Fenerbahçe     | Alex, Deivid                  | groepsfase (1e)       |
| 23 oktober 2007   | PSV Eindhoven  | 0-0     | Fenerbahçe     | -                             | groepsfase (2e)       |
| 7 november 2007   | Fenerbahçe     | 2-0     | PSV Eindhoven  | Marcellis (ed), Semih         | groepsfase (2e)       |
| 27 november 2007  | Internazionale | 3-0     | Fenerbahçe     | -                             | groepsfase (2e)       |
| 12 december 2007  | Fenerbahçe     | 3-1     | CSKA Moskou    | Alex, Uğur, Uğur              | groepsfase (2e)       |
| 20 februari 2008  | Fenerbahçe     | 3-2     | Sevilla FC     | Kežman, Lugano, Semih         | 1/8e finale           |
| 4 maart 2008      | Sevilla FC     | 3-2     | Fenerbahçe     | Deivid, Deivid                | 1/8e finale, 2-3 n.p. |
| 2 april 2008      | Fenerbahçe     | 2-1     | Chelsea FC     | Kâzım, Deivid                 | kwartfinale           |
| 8 april 2008      | Chelsea FC     | 2-0     | Fenerbahçe     | -                             | kwartfinale           |

### Eindstand Champions League Groep G
| pos | club           | wed | w | g | v | pnt | dv | dt | ds |
| --- | -------------- | --- | - | - | - | --- | -- | -- | -- |
| 1   | Internazionale | 6   | 5 | 0 | 1 | 15  | 12 | 4  | +8 |
| 2   | Fenerbahçe     | 6   | 3 | 2 | 1 | 11  | 8  | 6  | +2 |
| 3   | PSV Eindhoven  | 6   | 2 | 1 | 3 | 7   | 3  | 6  | −3 |
| 4   | CSKA Moskou    | 6   | 0 | 1 | 5 | 1   | 7  | 14 | −7 |

## Turkse Beker

### Wedstrijden van Fenerbahçe
| Datum            | Thuis          | Uitslag | Uit            | Doelpuntenmakers (Fenerbahçe)                                                    | Bijzonderheden  |
| ---------------- | -------------- | ------- | -------------- | -------------------------------------------------------------------------------- | --------------- |
| 31 oktober 2007  | Fenerbahçe     | 0-0     | Gaziantepspor  | -                                                                                | groepsfase (2e) |
| 6 januari 2008   | Kayserispor    | 0-0     | Fenerbahçe     | -                                                                                | groepsfase (3e) |
| 16 januari 2008  | Fenerbahçe     | 3-2     | Şanlıurfaspor  | Selçuk, Kežman, Wederson                                                         | groepsfase (3e) |
| 23 januari 2008  | Alanyaspor     | 3-10    | Fenerbahçe     | Aurelio, Kemal, Kežman, Ilhan, Ilhan, Aurelio, Kežman (p), Kežman, Kežman, Kâzım | groepsfase (1e) |
| 3 februari 2008  | Fenerbahçe     | 0-0     | Galatasaray SK | -                                                                                | kwartfinale     |
| 27 februari 2008 | Galatasaray SK | 2-1     | Fenerbahçe     | Gökhan                                                                           | kwartfinale     |

### Eindstand Turkse Beker Groep C
| pos | club          | wed | w | g | v | pnt | dv | dt | ds  |
| --- | ------------- | --- | - | - | - | --- | -- | -- | --- |
| 1   | Fenerbahçe    | 4   | 2 | 2 | 0 | 8   | 13 | 5  | +8  |
| 2   | Kayserispor   | 4   | 2 | 2 | 0 | 8   | 8  | 1  | +7  |
| 3   | Şanlıurfaspor | 4   | 1 | 2 | 1 | 5   | 7  | 5  | +2  |
| 4   | Gaziantepspor | 4   | 1 | 2 | 1 | 5   | 4  | 3  | +1  |
| 5   | Alanyaspor    | 4   | 0 | 0 | 4 | 0   | 3  | 21 | −18 |

## Oefenwedstrijden
- 15-07-2007 :  SKN St. Pölten - Fenerbahçe 0 - 2 - (Deivid 6', 15)
- 18-07-2007 :  ASK Schwadorf - Fenerbahçe 0 - 1 - (Uğur 35')
- 19-07-2007 :  VfB Admira Wacker Mödling - Fenerbahçe 1 - 2 - (Mateus 27', Kâzım 42')
- 22-07-2007 :  Sparta Praag - Fenerbahçe 0 - 1 - (Önder 82')
- 28-07-2007 : Fenerbahçe -  Sjachtar Donetsk 1 - 1 - (Uğur 69')
- 01-08-2007 : Fenerbahçe -  Kocaelispor 2 - 2 - (Deivid 9', Uğur 52')
- 12-08-2007 : Fenerbahçe -  Karşıyaka SK 3 - 2 - (Wederson 24', 54', Ilhan 75')
- 06-02-2008 : Fenerbahçe -  Pendikspor 0 - 1

## Selectie
|    | Nat.*             | Speler**          | Pos.    | Süper Lig | Süper Lig Goals | Europese wedstrijden | Europese Goals | Turkse Beker | Turkse Beker Goals | Totaal wedstrijden | Totaal Goals | Gele Kaarten | Rode Kaarten |
| -- | ----------------- | ----------------- | ------- | --------- | --------------- | -------------------- | -------------- | ------------ | ------------------ | ------------------ | ------------ | ------------ | ------------ |
| 1  | Vlag van Turkije  | Volkan Demirel    | Doel.   | 25        | 0               | 11                   | 0              | 4            | 0                  | 40                 | 0            | 3            | 1            |
| 22 | Vlag van Turkije  | Serdar Kulbilge   | Doel.   | 10        | 0               | 1                    | 0              | 0            | 0                  | 11                 | 0            | 0            | 0            |
| 88 | Vlag van Turkije  | Volkan Babacan    | Doel.   | 0         | 0               | 0                    | 0              | 2            | 0                  | 2                  | 0            | 0            | 0            |
| 89 | Vlag van Turkije  | Mert Günok        | Doel.   | 0         | 0               | 0                    | 0              | 0            | 0                  | 0                  | 0            | 0            | 0            |
| 2  | Vlag van Uruguay  | Diego Lugano      | Verd.   | 22        | 0               | 11                   | 1              | 3            | 0                  | 36                 | 1            | 14           | 2            |
| 3  | Vlag van Brazilië | Roberto Carlos    | Verd.   | 22        | 2               | 9                    | 0              | 3            | 0                  | 34                 | 2            | 4            | 0            |
| 5  | Vlag van Turkije  | Yasin Çakmak      | Verd.   | 15        | 0               | 2                    | 0              | 4            | 0                  | 21                 | 0            | 3            | 0            |
| 17 | Vlag van Turkije  | Can Arat          | Verd.   | 5         | 0               | 0                    | 0              | 2            | 0                  | 7                  | 0            | 1            | 0            |
| 19 | Vlag van Turkije  | Önder Turacı      | Verd.   | 12        | 0               | 6                    | 0              | 4            | 0                  | 22                 | 0            | 3            | 0            |
| 36 | Vlag van Brazilië | Edu Dracena       | Verd.   | 29        | 3               | 12                   | 0              | 4            | 0                  | 45                 | 3            | 9            | 1            |
| 77 | Vlag van Turkije  | Gökhan Gönül      | Verd.   | 24        | 0               | 8                    | 0              | 4            | 1                  | 36                 | 1            | 5            | 1            |
| 4  | Vlag van Ghana    | Stephen Appiah*** | Midden. | 6         | 0               | 2                    | 0              | 1            | 0                  | 9                  | 0            | 1            | 0            |
| 6  | Vlag van Turkije  | Wederson          | Midden. | 27        | 2               | 11                   | 0              | 6            | 1                  | 4                  | 3            | 6            | 0            |
| 7  | Vlag van Turkije  | Kemal Aslan       | Midden. | 8         | 2               | 0                    | 0              | 4            | 1                  | 12                 | 3            | 1            | 0            |
| 11 | Vlag van Turkije  | Tümer Metin****   | Midden. | 6         | 1               | 3                    | 0              | 0            | 0                  | 9                  | 1            | 1            | 0            |
| 15 | Vlag van Turkije  | Mehmet Aurélio    | Midden. | 31        | 3               | 11                   | 0              | 5            | 2                  | 47                 | 5            | 7            | 0            |
| 18 | Vlag van Turkije  | Ali Bilgin        | Midden. | 19        | 2               | 5                    | 0              | 3            | 0                  | 26                 | 2            | 1            | 0            |
| 20 | Vlag van Brazilië | Alex (C)          | Midden. | 28        | 14              | 12                   | 4              | 2            | 0                  | 42                 | 18           | 9            | 0            |
| 21 | Vlag van Turkije  | Selçuk Şahin      | Midden. | 22        | 2               | 6                    | 0              | 5            | 1                  | 33                 | 3            | 11           | 0            |
| 24 | Vlag van Turkije  | Deniz Barış       | Midden. | 8         | 0               | 5                    | 0              | 0            | 0                  | 13                 | 0            | 4            | 0            |
| 25 | Vlag van Turkije  | Uğur Boral        | Midden. | 25        | 0               | 6                    | 2              | 6            | 0                  | 37                 | 2            | 4            | 0            |
| 32 | Vlag van Turkije  | Gürhan Gürsoy     | Midden. | 3         | 0               | 0                    | 0              | 2            | 0                  | 5                  | 0            | 0            | 0            |
| 33 | Vlag van Chili    | Claudio Maldonado | Midden. | 8         | 0               | 2                    | 0              | 0            | 0                  | 10                 | 0            | 0            | 0            |
| 8  | Vlag van Turkije  | Kazım Richards    | Aanv.   | 28        | 0               | 10                   | 1              | 4            | 1                  | 42                 | 2            | 3            | 0            |
| 9  | Vlag van Servië   | Mateja Kežman     | Aanv.   | 22        | 11              | 9                    | 2              | 4            | 5                  | 35                 | 18           | 5            | 1            |
| 23 | Vlag van Turkije  | Semih Şentürk     | Aanv.   | 27        | 17              | 9                    | 2              | 3            | 0                  | 39                 | 19           | 7            | 0            |
| 38 | Vlag van Turkije  | Ilhan Parlak      | Aanv.   | 5         | 0               | 0                    | 0              | 3            | 2                  | 8                  | 2            | 0            | 0            |
| 99 | Vlag van Brazilië | Deivid de Souza   | Aanv.   | 31        | 11              | 11                   | 5              | 5            | 0                  | 47                 | 16           | 10           | 2            |

Teamcoach is:  Zico.
- * Sommige spelers hebben een dubbele nationaliteit. De nationaliteiten die hier zijn aangegeven zijn de nationaliteiten van de spelers waaronder ze zijn ingeschreven bij de TFF (dit wegens een maximum van acht buitenlandse spelers per voetbalclub in Turkije).
- ** Vet weergegeven spelers zijn internationals.
- *** Het contract van Stephen Appiah werd vanwege zijn langdurige knieblessure per 15 januari 2008 stopgezet, waardoor Fenerbahçe een zevende buitenlandse speler mocht aantrekken. Aan het begin van het seizoen 2008/09 zou Appiah zijn plek in de selectie weer innemen.
- **** Halverwege het seizoen vertrokken: Tümer Metin.

## Transfers

### Begin van het seizoen
Aangeworven spelers
- - Roberto Carlos - verdediger - overgenomen van Real Madrid
- - Vederson - verdediger - overgenomen van Ankaraspor
- - Colin Kâzım-Richards - aanvaller - overgenomen van Sheffield United
- - Ali Bilgin - middenvelder - overgenomen van Antalyaspor
- - Ilhan Parlak - aanvaller - overgenomen van Kayserispor
- - Gökhan Gönül - verdediger - overgenomen van Gençlerbirliği
- - Yasin Çakmak - verdediger - overgenomen van Çaykur Rizespor

Vertrokken spelers
- - Ümit Özat - verdediger - vertrokken naar 1. FC Köln
- - Serkan Balcı - verdediger - vertrokken naar Trabzonspor
- - Tuncay Şanlı - aanvaller - vertrokken naar Middlesbrough FC
- - Rüştü Reçber - doelman - vertrokken naar Beşiktaş JK
- - Mehmet Yozgatlı - middenvelder - vertrokken naar Beşiktaş JK
- - Recep Biler - doelman - vertrokken naar Gençlerbirliği OFTAŞ
- - Mahmut Hanefi Erdoğdu - verdediger - vertrokken naar Orduspor

Verhuurde spelers
- - Olcan Adın - middenvelder - verhuurd aan Karşıyaka SK tot juni 2008
- - Kerim Zengin - verdediger - verhuurd aan Istanbul Büyükşehir Belediyespor tot juni 2008
- - Edmar Gees de Souza - aanvaller - verhuurd aan Ankaraspor tot januari 2008

### Halverwege het seizoen
Aangeworven spelers
- - Claudio Maldonado - middenvelder - overgenomen van Santos FC

Verhuurde spelers
- - Tümer Metin - middenvelder - verhuurd aan AE Larissa 1964 tot juni 2008
- - Edmar Gees de Souza - aanvaller - verhuurd aan Coritiba FC tot juni 2008